# Englisches Viertel (Berlin)

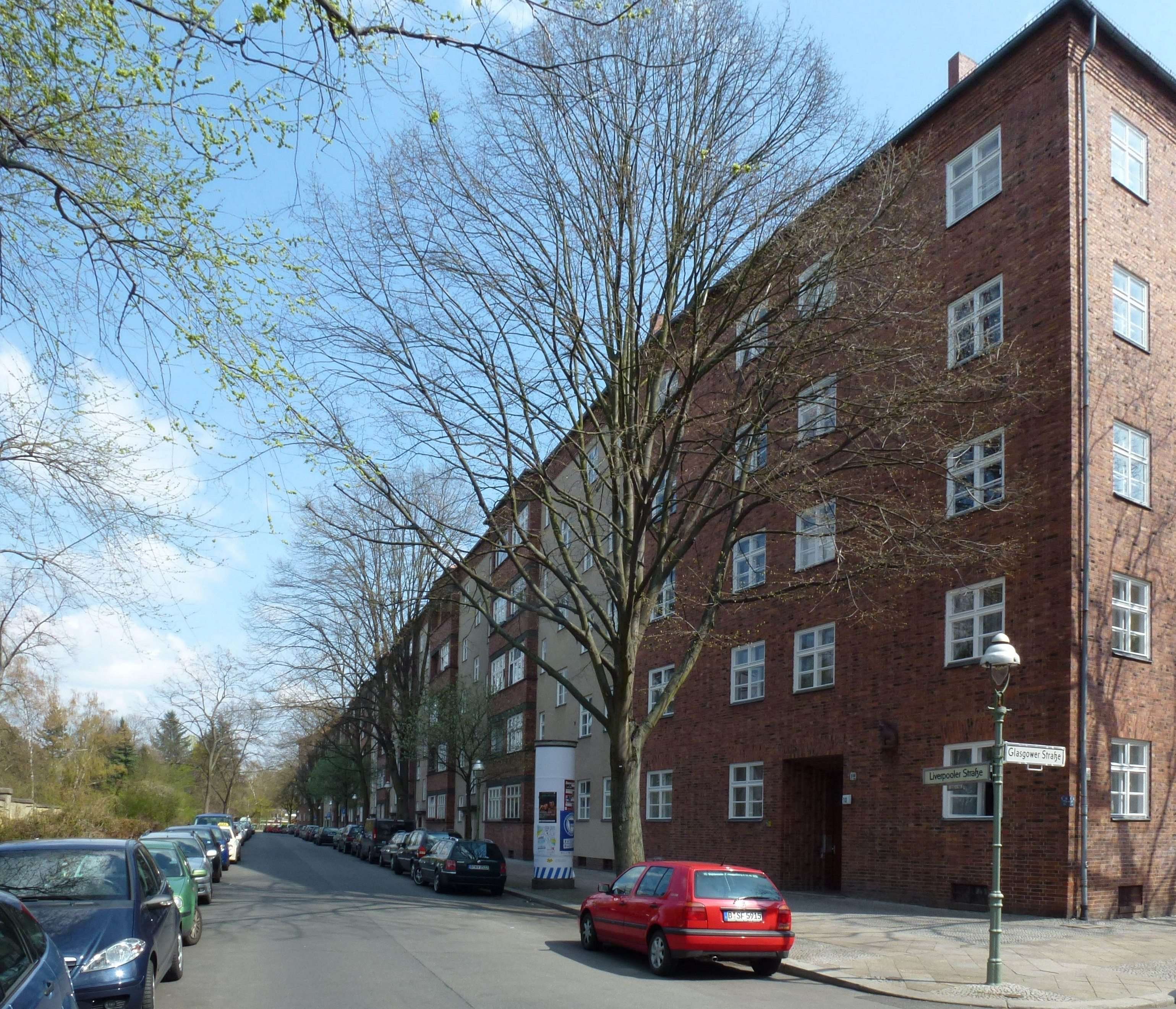
Typische Blockrandbebauung in der Liverpooler Straße

Das Englische Viertel ist eine Ortslage im Berliner Ortsteil Wedding. Benannt ist das Viertel nach den Straßennamen, die wiederum nach britischen und irischen Städten benannt sind, wie beispielsweise die Londoner Straße, die Edinburger Straße, die Dubliner Straße oder die Bristolstraße. Das Viertel wird durch den etwa 30 Hektar großen Schillerpark in seiner Mitte geprägt. Das Englische Viertel ist fast ausschließlich eine Wohngegend, in der sich mehrere Großsiedlungen des 20. Jahrhunderts befinden, wie beispielsweise die Siedlung Schillerpark. Zu den wenigen Geschäftsbauten gehören der Betriebshof Müllerstraße, die Hauptwerkstatt Seestraße der Berliner Verkehrsbetriebe und das Paul-Gerhardt-Stift, eine Stiftung zur Pflege von Kindern, Kranken und Alten.

## Lage
Das Viertel liegt im Norden des Ortsteils Wedding an der Grenze zum Ortsteil Reinickendorf, durch den das Viertel im Norden und Osten begrenzt wird. Im Westen wird es von der Müllerstraße begrenzt, im Süden von der Seestraße.

## Geschichte
1886 entstand am damaligen Berliner Stadtrand das Paul-Gerhardt-Stift als Diakonissenhaus mit angeschlossenem Krankenhaus. Erschlossen wurde das Viertel nach der Schließung der städtischen Abdeckerei im Norden Berlins 1908, mit der die hohe Geruchsbelästigung beendet wurde, die eine vorherige Besiedlung verhindert hatte. Die Straßen im südlichen Teil des Viertels erhielten ihre Namen 1909 anlässlich eines Besuchs des britischen Königs Eduard VII. in Berlin. Die 1910 gebaute Feuerwache Schillerpark war die erste Feuerwache Berlins, die für motorgetriebene Löschfahrzeuge ausgelegt war. Der Schillerpark öffnete 1913 als erster Volksgarten Berlins.

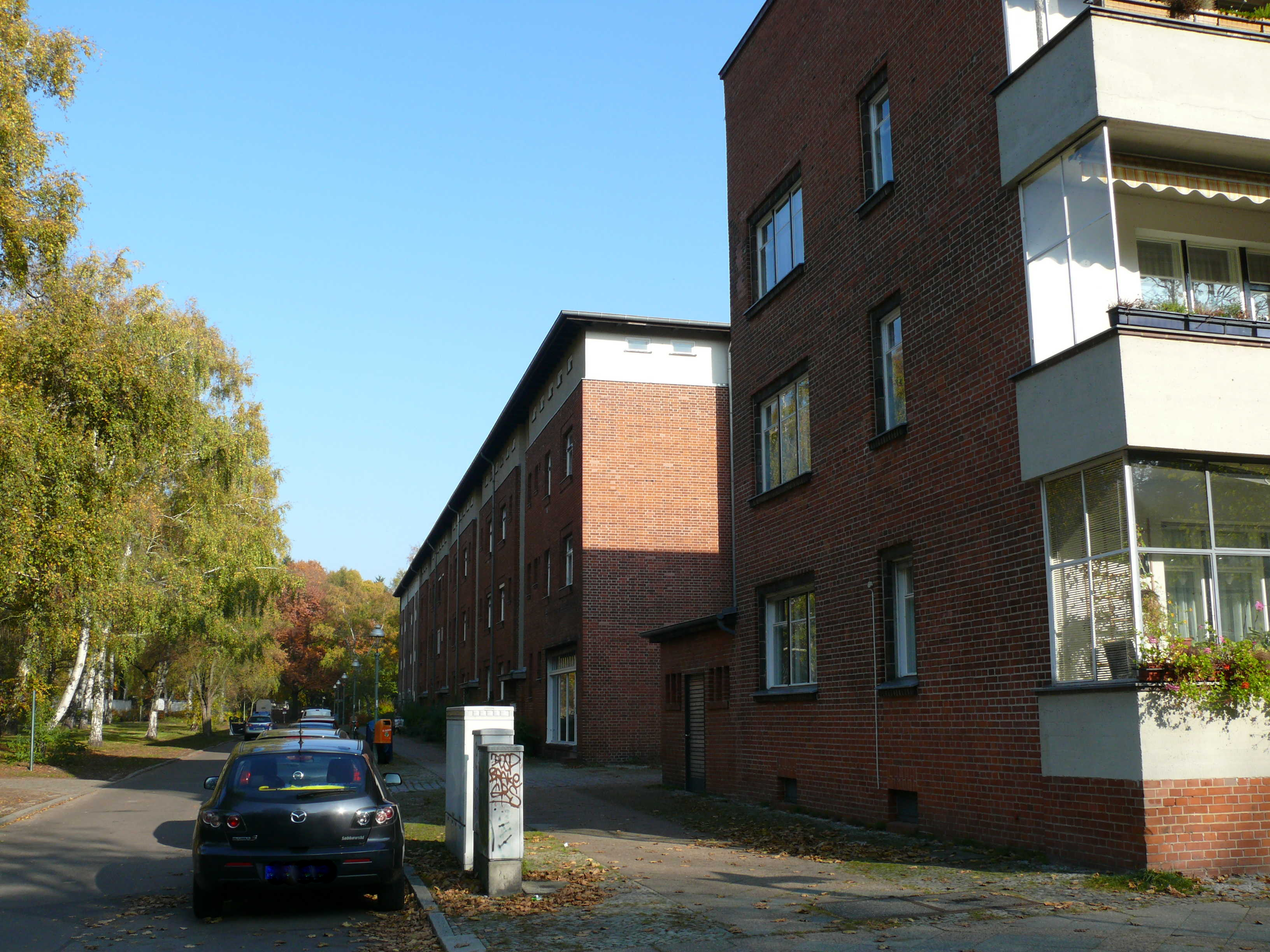
Offene Bauweise in der Oxforder Straße

Zu Beginn des 20. Jahrhunderts lag das Englische Viertel noch am Stadtrand. Um die rasch wachsende Berliner Bevölkerung unterzubringen, entstanden hier seit etwa 1900 mehrere Großsiedlungen verschiedenen Stils, die bis heute den Kiez prägen. Seit den 1920ern wurde auch der Norden des englischen Viertels erschlossen. Zu dieser Zeit bekamen auch die Straßen dort ihre an Großbritannien erinnernden Namen. Zwischen Dubliner, Edinburger, Liverpooler, Glasgower und Schöningstraße entstand 1927/1928 eine Großsiedlung der Moderne mit 888 Wohnungen nach Plänen von Erich Glas. Zu der Siedlung gehörte eine eigene Heizanlage, die die Wohnungen mit einer damals neuartigen Warmwasser-Zentralheizung versorgten. Die Siedlung Schillerpark mit heute 600 Wohnungen entstand in den 1920er Jahren nach Plänen von Bruno Taut und gehört seit 2008 zum UNESCO-Welterbe der Siedlungen der Berliner Moderne. Die Siedlung wurde in den 1950ern ergänzt durch einige weitere Bauten des Taut-Schülers Hans Hoffmann.
Bis 1927 entstanden 280 bis 300 Wohnungen, die zum Betriebshof Müllerstraße der BVG gehören und bis in die 1990er-Jahre hinein nur an Angehörige der Berliner Verkehrsbetriebe vermietet wurden. Ebenfalls in den 1920ern und 1930ern baute die Degewo im südlichen englischen Viertel einen Wohnkomplex mit etwa 700 Wohnungen. Ebenfalls von 1925 bis 1927 entstand die Siedlung Schillerhof, die allerdings architektonisch deutlich konservativer war als die gleichzeitig entstandene Siedlung Schillerpark.
Nach der Teilung Berlins gehörte der Wedding zur französischen Besatzungszone. Die Französischen Streitkräfte hatten ihr Zentrum im südlichen Teil Reinickendorfs, so dass auch diverse französische Einrichtungen im Englischen Viertel entstanden. Direkt an der Müllerstraße liegt das Centre Français de Berlin, an der Glasgower Straße der deutsch-französische Schülerladen „Karotte“. Die französische Gendarmerie an der Themsestraße hat das Quartier zusammen mit der französischen Armee geräumt.
Eine Ausnahme im Wedding bilden die Einfamilienhäuser, die sich in der Themsestraße befinden.
Zwischen Müller-, Belfaster und Cambridger Straße liegt das größte zusammenhängende Gebiet mit Eigentumswohnungen in Berlin. Die bis in die 1960er entstandene Wohngegend mit Zwei- bis Dreizimmerwohnungen wird seit 1978 durch eine Immobilienfirma als Eigentumswohnungen vertrieben und fast komplett verkauft.

## Parks und Freizeiteinrichtungen

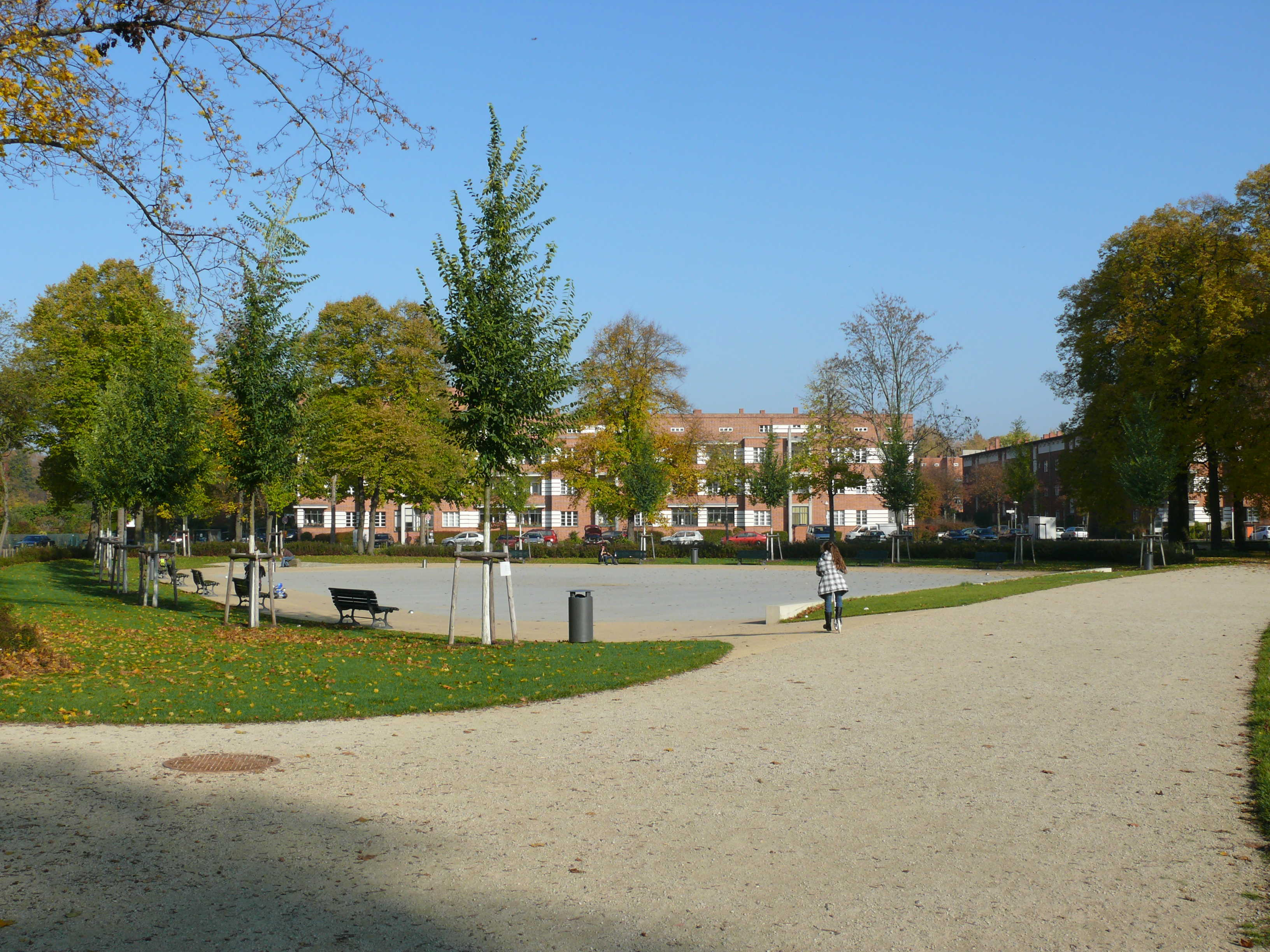
Schillerpark an der Bristolstraße

Neben dem Schillerpark befinden sich im Viertel auch einige Friedhöfe, der Urnenfriedhof Seestraße und der direkt angrenzende St.-Philippus-Apostel-Kirchhof, der Domfriedhof II und die im Wedding liegende Hälfte des St. Johannis Kirchhofs. Die Kleingartenkolonie Freudental liegt zwischen dem Schillerpark und einigen der Friedhöfe.
Das im Süden des Viertels gelegene Kombibad Seestraße verfügt im Hallenbad über 50-Meter-Bahnen und ein im Sommer geöffnetes Freibad.

## Verkehr
An der Westseite des Viertels läuft die Müllerstraße entlang, an der Südseite die Seestraße, zwei der Berliner Hauptverkehrsstraßen. Das Viertel und den Schillerpark durchschneidet in Ost-West-Richtung die Barfussstraße. Prägend für das Wohnen im Viertel war der Flugverkehr des nahe gelegenen Flughafens Berlin-Tegel, in dessen Anflugschneise sich das Viertel bis zu seiner Schließung befand. Seitdem ist es eine ruhige Wohngegend im Vergleich zum Trubel an der Müllerstraße. Aufgrund der umgebenden Parks und Friedhöfe, haben sich nach der Schließung des Flughafens viele Wildtiere, wie
z. B. Habichte, zum Brüten in dem Gebiet niedergelassen.